# 庫拉市鎮

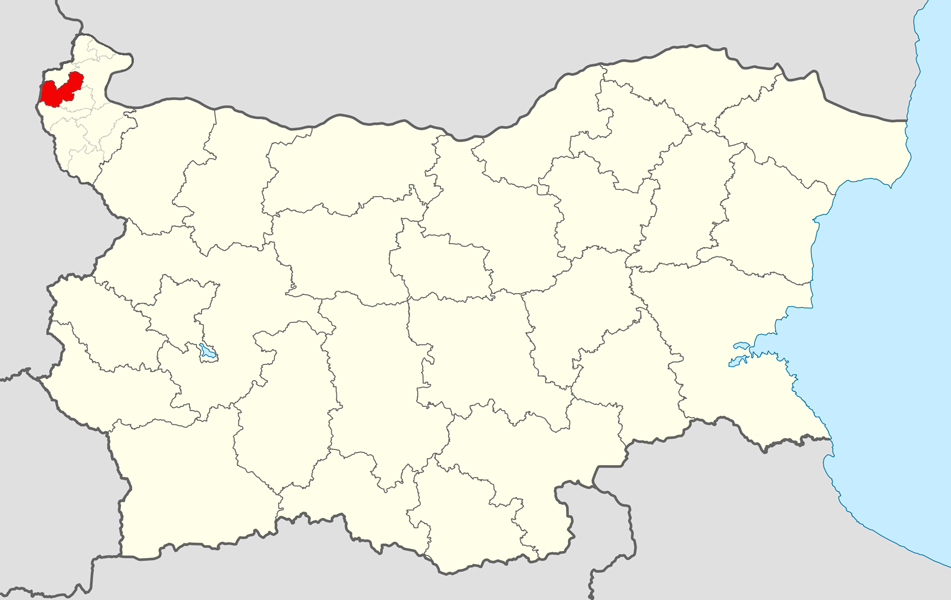

庫拉市是保加利亞西北部維丁州的一個市鎮，位於多瑙河平原，距多瑙河西南約10公里。它因其行政中心—庫拉而得名。該地區西與塞爾維亞接壤。
截至2009年12月，該市面積為291平方公里，人口為4,958人。